# Virginia Hamilton
Virginia Esther Hamilton (12 de março de 1936 - 19 de fevereiro de 2002) foi uma autora americana de livros infantis. Ela escreveu 41 livros, incluindo MC Higgins, o Grande (1974), pelo qual ganhou o US National Book Award na categoria Livros Infantis e a Medalha Newbery em 1975.
As realizações da vida de Hamilton incluem o prêmio internacional Hans Christian Andersen por escrever literatura infantil em 1992 e o prêmio Laura Ingalls Wilder por suas contribuições à literatura infantil americana em 1995.

## Biografia
A família de Hamilton a encorajou a ler e escrever amplamente. Ela recebeu uma bolsa integral para o Antioch College, mas depois foi transferida para a Ohio State University.
Ela conheceu o poeta Arnold Adoff enquanto morava na cidade de Nova York, e se casou com ele em 1960. Os dois voltaram mais tarde com os filhos para morar na fazenda onde Hamilton foi criado. Adoff sustentou a família trabalhando como professora, então Hamilton passou seu tempo escrevendo e teve dois filhos.
Em 1967, Zeely foi publicado, o primeiro de mais de 40 livros. Zeely foi nomeado um livro notável da American Library Association e ganhou o prêmio Nancy Bloch. Hamilton publicou The Planet of Junior Brown, que foi nomeado um Newbery Honor Book e também ganhou o Lewis Carroll Shelf Award em 1971. MC Higgins, o Grande (1974) ganhou a Medalha Newbery, tornando Hamilton o primeiro autor negro a receber a medalha. O livro também ganhou o National Book Award, o Lewis Carroll Shelf Award, o Boston Globe-Horn Book Award e o New York Times Outstanding Children's Book of the Year.

## Morte
Hamilton morreu de câncer de mama em 19 de fevereiro de 2002, em Dayton, Ohio, aos 65 anos Três livros foram publicados postumamente: Bruh Rabbit and the Tar Baby Girl (2003), Wee Winnie Witch's Skinny (2004) e Virginia Hamilton: Speeches, Essays, and Conversations, editado por Arnold Adoff e Kacy Cook (2010).

## Legado
Em 1979, o conjunto de cartas colecionáveis Supersisters foi produzido e distribuído; um dos cartões apresentava o nome e a foto de Hamilton.
A Conferência Virginia Hamilton sobre Literatura Multicultural para Jovens é realizada na Kent State University todos os anos desde 1984.

A American Library Association estabeleceu em 2010 o prêmio Coretta Scott King–Virginia Hamilton :
Reconhecer um autor, ilustrador ou autor/ilustrador afro-americano por um corpo de seus livros publicados para crianças e/ou jovens adultos que fez uma contribuição literária significativa e duradoura. O Prêmio homenageia a falecida Virginia Hamilton e a qualidade e magnitude de suas contribuições exemplares por meio de sua literatura e defesa de crianças e jovens, especialmente em seu foco na vida, história e consciência afro-americana.
Seu romance The Planet of Junior Brown foi adaptado para o filme de 1997 The Planet of Junior Brown, dirigido por Clement Virgo.
Em 2021, a Library of America publicou um volume reunindo cinco de seus romances.

## Prêmios
Hamilton recebeu o Hans Christian Andersen Award for Writing (o mais alto reconhecimento internacional concedido a um autor ou ilustrador de literatura infantil), o Laura Ingalls Wilder Award (agora conhecido como Children's Literature Legacy Award) e o University of Southern Mississippi de Medalha Grummond. Em 1990, ela recebeu a Medalha Regina da Associação de Bibliotecas Católicas, concedida anualmente "pela contribuição distinta e contínua à literatura infantil". Hamilton foi o primeiro escritor de obras infantis a receber uma MacArthur Fellowship, em 1995.
Além do National Book Award de 1975 e da Newbery Medal para MC Higgins, the Great, Hamilton ganhou vários outros prêmios por obras específicas, incluindo o Edgar Allan Poe Award, o Coretta Scott King Award e o Boston Globe–Horn Book Award.

## Trabalhos selecionados
- Zeely (1967)
- The House of Dies Drear (1968) -Dies Drear, parte um
- Os contos do passado de Jadhu (1969)
- O Planeta de Junior Brown (1971)
- WEB Du Bois: Uma Biografia (1972)
- Tempo atrás perdido: mais contos de Jahdu (1973)
- MC Higgins, o Grande (1974)
- Paul Robeson: A vida e os tempos de um homem negro livre. (1974)
- Os Escritos de W. EB Du Bois (1975)
- Arilla Sun Down (1976)
- Justiça e seus irmãos (1978) - Trilogia da Justiça, livro 1
- Dustland (1980) - Justice Trilogy, livro 2
- Jadu (1980)
- The Gathering (1981) - Trilogia da Justiça, livro 3
- Doces Sussurros, Irmão Rush (1982)
- Willie Bea e a Hora em que os Marcianos Aterrissaram (1983)
- As Aventuras Mágicas de Pretty Pearl (1983)
- Um pouco de amor. (1984)
- Junius de longe (1985)
- The People Could Fly: American Black Folktales (Ilustrado por Leo e Diane Dillon ) (1985)
- Um romance branco (1987)
- The Mystery of Drear House (1987) -Dies Drear, parte dois
- In the Beginning: Creation Stories from Around the World (Ilustrado por Barry Moser ) (1988)
- Anthony Burns: A derrota e triunfo de um escravo fugitivo (1988)
- Os Sinos de Natal (1989)
- Primos (1990)
- The Dark Way: Histórias do Mundo Espiritual (1990)
- O livro de histórias de Jahdu (1991)
- Drylongso (Ilustrado por Jerry Pinkney ) (1992)
- Cidade Planície (1993)
- Muitos Mil Gone (1993)
- Suas histórias: contos folclóricos afro-americanos, contos de fadas e contos verdadeiros (ilustrado por Leo e Diane Dillon ) (1995)
- Jaguarundi (1995)
- Quando os pássaros podiam falar e os morcegos podiam cantar: as aventuras de Bruh Sparrow, Sis Wren e seus amigos (1996)
- A Ring of Tricksters: Animal Tales from America, the West Indies, and Africa (Ilustrado por Barry Moser ) (1997)
- Primos de segundo grau (1998)
- Azulado (1999)
- A garota que fiava ouro (2000)
- Time Pieces: O Livro dos Tempos (2001)
- Bruh Rabbit and the Tar Baby Girl (Ilustrado por James Ransome ) (2003)
- Wee Winnie Witch's Skinny: An Original African American Scare Tale (Ilustrado por Barry Moser ) (2004)
- The People Could Fly: The Picture Book (Ilustrado por Leo e Diane Dillon ) (2005)
- Virginia Hamilton: discursos, ensaios e conversas . Editado por Arnold Adoff e Kacy Cook (Nova York: Blue Sky Press/Scholastic Inc., 2010).